# (3097) Tacitus
(3097) Tacitus (2011 P-L) – planetoida z pasa głównego asteroid okrążająca Słońce w ciągu 5,02 lat w średniej odległości 2,93 j.a. Odkryta 24 września 1960 roku.